# Anita Horvat
Anita Horvat (Ljubljana, 7 september 1996) is een Sloveense atleet die gespecaliseerd is in de 400 meter en de 800 meter. Op de 400 meter heeft Horvat het Sloveens national record indoor en outdoor in handen. Op de 800 meter won Horvat een zilveren medaille tijdens de Europese kampioenschappen indooratletiek 2023. Twee jaar later tijdens de Europese kampioenschappen indooratletiek 2025 won Horvat de bronzen medaille. Daarnaast nam Horvat deel aan de Olympische Zomerspelen 2020 en Olympische Zomerspelen 2024.